# Right Livelihood Award

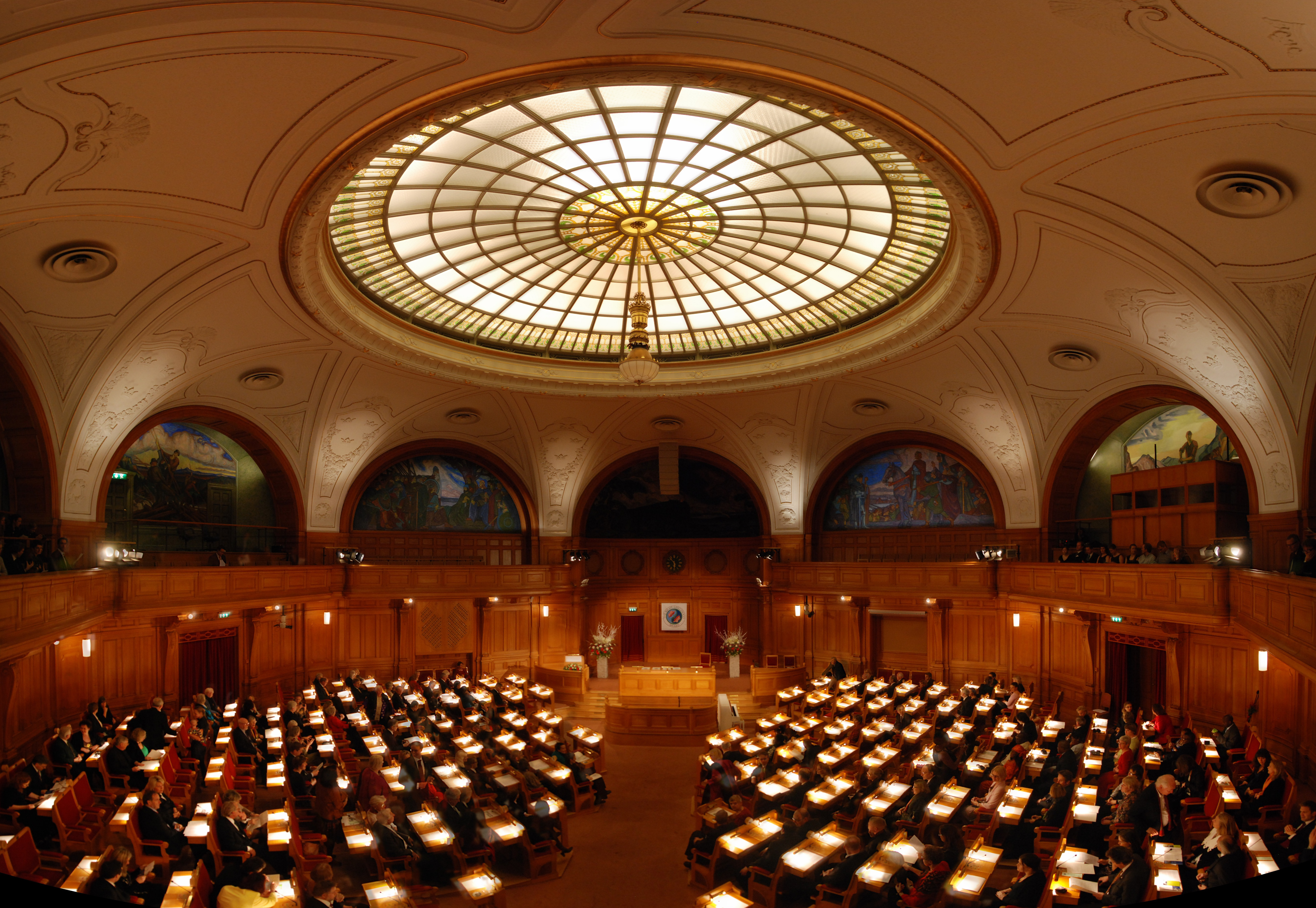
Cerimònia del premi en el Riksdag de Suècia l'any 2009

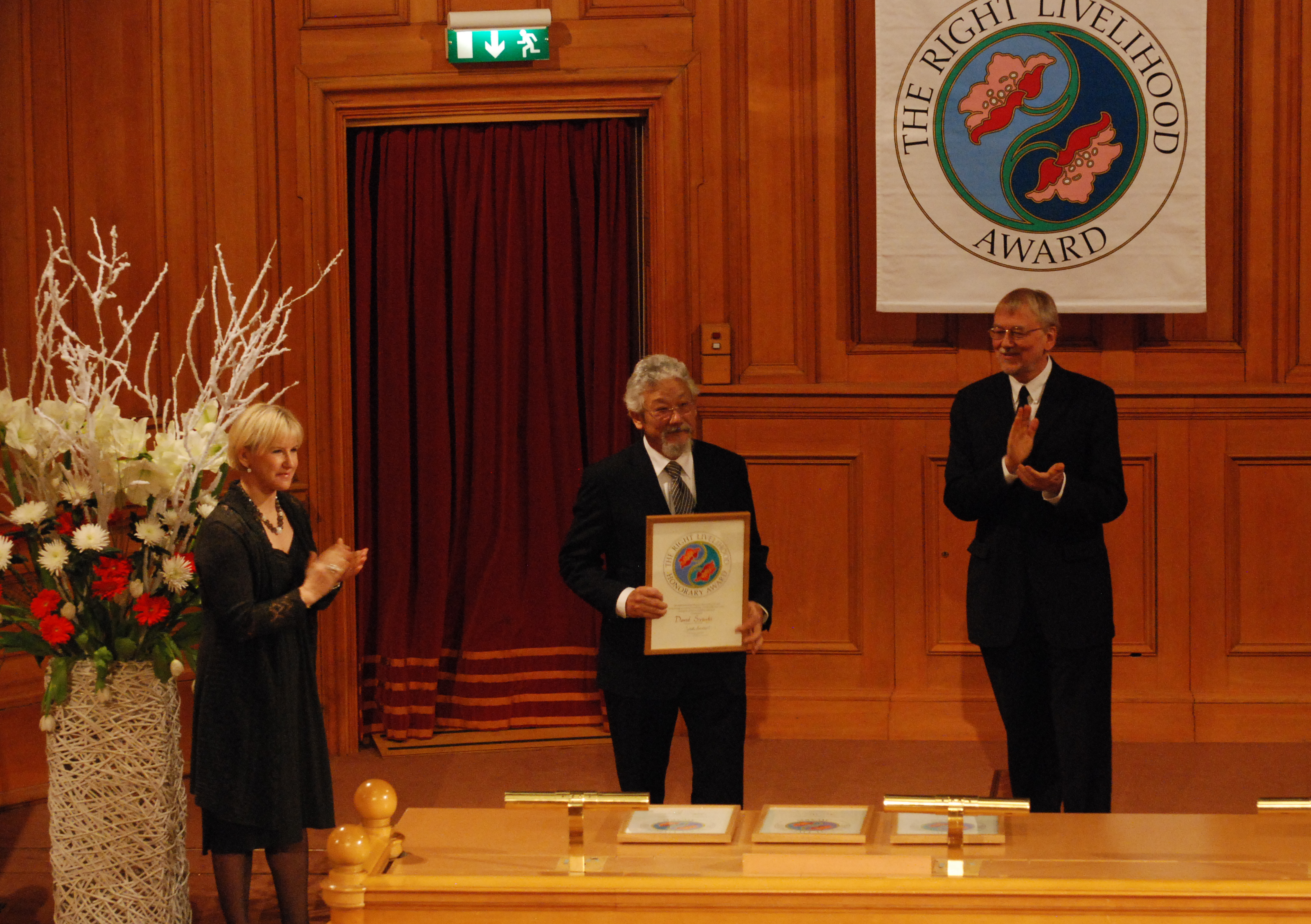
L'any 2009 el premi és presentat a David Suzuki per Jakob von Uexkull (dreta) i el Comissari europeu Margot Wallström (esquerra)

El Premi Right Livelihood Award és un premi internacional per «honorar i donar suport a aquells que ofereixen respostes pràctiques i exemplars als reptes més urgents d'avui dia». El premi va ser fundat el 1980 pel filantrop suec Jakob von Uexkull.
Un jurat internacional, convidat pels cinc membres regulars de la junta del Right Livelihood Award, són els que decideixen els premis en àmbits com ara la protecció del medi ambient, drets humans, desenvolupament sostenible, salut, educació i pau.
El premi econòmic és compartit entre els guardonats i és valorat en tres milions de SEK, els quals correspondrien a 283,140 EUR (quantia econòmica rebuda l'any 2018). Val a dir que no sempre els guardonats reben el premi econòmic. Sovint el guanyador del Premi Honorífic es rebut per una persona o un grup de persones que han desenvolupat un treball que el jurat desitja reconèixer però que no significa que la seva causa necessita rebre el premi econòmic. Els guardonats que reben el premi econòmic l'hauran d'utilitzar exclusivament per la seva causa, mai per ús personal.
Tot i que és descrit sovint com un «Premi Nobel Alternatiu» no té cap tipus de vincle institucional amb les organitzacions que atorguen el premi Nobel.
A diferència dels premis Nobel i de la majoria de premis internacionals, el premi Right Livelihood no té categories. Reconeix que, la lluita per afrontar els reptes humans que és presenten avui dia, és un dels treballs més inspiradors i notables que sovint desafien qualsevol classificació estàndard. El premi es presenta anualment a Estocolm.
El Right Livelihood Award no és un premi que abraça el món de la política, l'elit científica o bé econòmica, més aviat és un premi que reconeix aquelles persones que la seva feina i la seva lluita estan basades en un futur millor. Els guardonats poden ser de tots els àmbits: pagesos, mestres, doctors, o senzillament, ciutadans preocupats pels problemes als quals ens enfrontem avui dia. El jurat accepta propostes de tothom a través d'un procés de nomenament obert.
L'establiment del guardó va seguir un intent fallit de fer que la Fundació Nobel creés nous premis en les àrees de protecció del medi ambient, desenvolupament sostenible i drets humans.
El premi ha estat atorgat a persones i organitzacions, com ara Wangari Maathai, Astrid Lindgren, Bianca Jagger, Mordechai Vanunu, Leopold Kohr, Arna Mer-Khamis, Felicia Langer, Petra Kelly, la supervivència Internacional, Amy Goodman, Memorial, i Edward Snowden.

## Cerimònia d'entrega
El 1980, va tenir lloc la primera entrega dels premis a una sala llogada. Cinc anys més tard, el Parlament suec situat a Estocolm va convidar l'organització a presentar-los allà. Des d'aleshores, el públic va començar referir-se a aquest premi com el «premi Nobel Alternatiu». Des de 1985 fins al 2015, el premi va ser presentat al Parlament suec per la invitació d'un grup de parlamentaris suecs (SÄRLA – Associació pel Correcte Livelihood Premi del Parlament suec).
El 2009 el comissari europeu Margot Wallström va copresidir la cerimònia.

## Tipus de guardó
Aquest premi és sovint entès com una critica als premis Nobel tradicionals., Difereix significativament dels premis Nobel:
- Els diners del premi no provenen del llegat que va deixar d'Alfred Nobel i, per tant, no es part dels propis premis Nobel ;
- Té un procés de nomenament obert (qualsevol pot nomenar qualsevol, excepte parents propers o les seves organitzacions pròpies);
- No és limita a categories específiques;
- Els diners de premi són considerablement més baixos que el premi Nobel. Actualment el premi està valorat amb 284.000 €. Els guardonats del premi Nobel reben una xifra de 1.000.000 €
- Els fons ve de donacions mentre que els premis Nobel provenen dels ingressos de la fortuna d'Alfred Nobel.[2] El Nobel Premi Commemoratiu en Ciències Econòmiques (el qual tècnicament no un premi Nobel) és finançat pel Sveriges Riksbank.

## Història

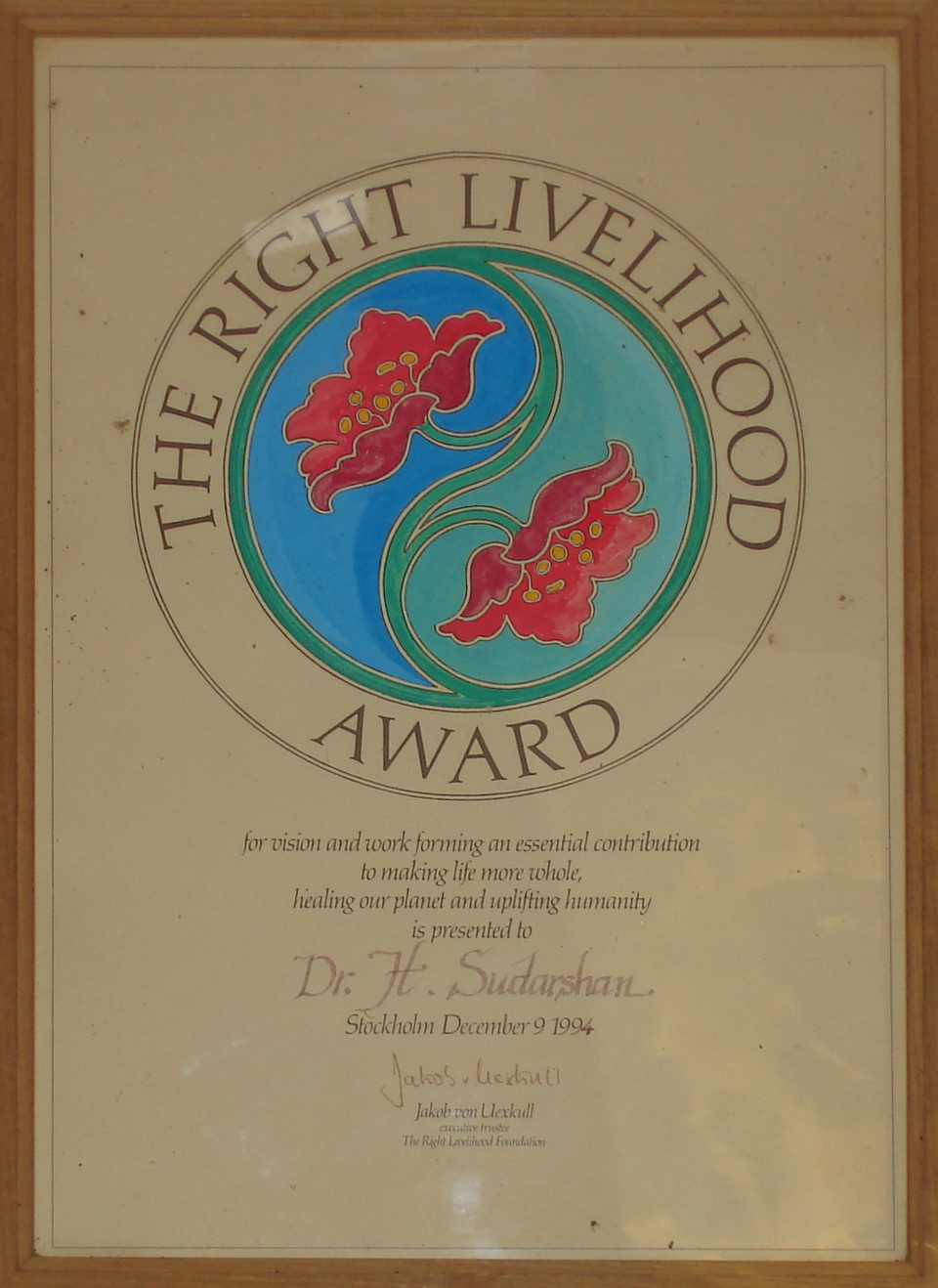
El 1994 el premi va ser donat a Sudarshan fotografiat as Turons de BR

Jakob von Uexküll, el filatelista, va vendre la seva empresa per a crear un premi, aconseguint més d'un milió US dòlars els quals van servir per proporcionar el finançament inicial. Abans d'establir-lo l'any 1980, Von Uexkull va intentar que la fundació Nobel crees nous premis que fossin guardonats conjuntament amb el Premi Nobel. Jakob von Uexküll va proposoar la creació de dos nous premis, un per ecologia i l'altre per al desenvolupament. Això hauria sigut possible, igual que va esdevenir amb el Premi Nobel d'economia, amb una reforma dels estatuts de la Fundació Nobel i el finançament de l'import del premi completament separat de la fortuna de Nobel.
En aquells temps, el premi Nobel tenia una quantitat d'uns 880.000 corones sueques, que correspondria a 195.000 US dòlars. Tanmateix, arran del debat que va seguir amb l'establiment del Sveriges Riksbank (Banc central de Suècia) Premi en Ciències Econòmiques dins Memòria d'Alfred Nobel (primer atorgat l'any 1969), la Fundació Nobel va decidir no associar el premi Nobel amb qualssevol altres premis addicionals, així que la proposta de Von Uexküll va ser refusada.
De de 1980, la fundació ha presentat uns 2013 premis a 153 guardonats provinents 64 països. Tal com ell va proposar, l'objectiu e donar a conèixer quines solucions s'han obtingut als problemes que ens afecten arreu del món.

## Guardonats
| Any | Guardonats                 |
| --- | -------------------------- |
| 1980 | Hassan Fathy               |
| 1980 | L'abundància Internacional |
| 1981 |                            |
| Mike Cooley |                            |
| Bill Mollison |                            |
| Patrick furgoneta Rensburg / Educació amb Producció                                                                       |                            |
| 1982 |                            |
| Erik Dammann / Futur en Les nostres Mans                                                                                  |                            |
| Anwar Fazal |                            |
| Petra Kelly |                            |
| Institut participatiu per Alternatives de Desenvolupament                                                                 |                            |
| Senyor George Trevelyan, Bt                                                                                               |                            |
| 1983 |                            |
| Leopold Kohr |                            |
| Amory Lovins I Hunter Lovins / Institut de Muntanya Rocosa                                                                |                            |
| Manfred Max-Neef / CEPAUR                                                                                                 |                            |
| Cap alt Ibedul Gibbons i les Persones de Belau                                                                            |                            |
| 1984 |                            |
| Imane Khalifeh |                            |
| Self-Va emprar l'associació de les dones / Ela Bhatt                                                                      |                            |
| Winefreda Geonzon / L'associació de Voluntaris d'Assistència Legals lliures (LAVA LLIURE)                                 |                            |
| Wangari Maathai / Moviment de Cinturó verd                                                                                |                            |
| 1985 |                            |
| Theo Furgoneta Boven |                            |
| Cary Fowler (Fons d'Avenç rural Internacional)                                                                            |                            |
| Pat Mooney (Fons d'Avenç rural Internacional)                                                                             |                            |
| Lokayan / Rajni Kothari                                                                                                   |                            |
| Duna Kör |                            |
| 1986 |                            |
| Robert Jungk |                            |
| Rosalie Bertell |                            |
| Alice Stewart |                            |
| Ladakh Grup de Desenvolupament ecològic / Helena Norberg-Hodge                                                            |                            |
| Evaristo Nugkuag / AIDESEP                                                                                                |                            |
| 1987 |                            |
| Johan Galtung |                            |
| Chipko Moviment |                            |
| Hans-Peter Dürr / Xarxa de Reptes Globals                                                                                 |                            |
| Institut per Alimentari i Política de Desenvolupament / Frances Moore Lappé                                               |                            |
| Mordechai Vanunu |                            |
| 1988 |                            |
| Recerca i Rehabilitació internacional Centre per Víctimes de Tortura / Inge Kemp Genefke                                  |                            |
| José Lutzenberger |                            |
| John F. Charlewood Turner                                                                                                 |                            |
| Sahabat Alam Malàisia / Mohammed Idris, Harrison Ngau, el Penan persones                                                  |                            |
| 1989 |                            |
| Seikatsu Consumidors de club Co-Unió operativa                                                                            |                            |
| Melaku Worede |                            |
| Aklilu Lema / Legesse Wolde-Yohannes                                                                                      |                            |
| La supervivència Internacional                                                                                            |                            |
| 1990 |                            |
| Alice Tepper Marlin / Consell en Prioritats Econòmiques                                                                   |                            |
| Bernard Lédéa Ouédraogo (de)                                                                                              |                            |
| Felicia Langer |                            |
| Associació de Treballadors de Camperol del Carare (Asociación de Trabajadores Campesinos del Carare)                      |                            |
| 1991 |                            |
| Edward Goldsmith |                            |
| Narmada Bachao Andolan |                            |
| Bengt Danielsson & Marie-Thérèse Danielsson                                                                               |                            |
| Senador Jeton Anjain / les Persones de Rongelap                                                                           |                            |
| Landless El moviment dels treballadors (Movimento dos Trabalhadores Rurais Sem Terra) / CPT (Commissão Pastoral da Terra) |                            |
| 1992 |                            |
| Moviment d’Acció de la Vila Finlandesa (fr)                                                                               |                            |
| Gonoshasthaya Kendra / Zafrullah Chowdhury                                                                                |                            |
| Helen Mack |                            |
| John Gofman / Alla Yaroshinskaya                                                                                          |                            |
| 1993 |                            |
| Arna Mer-Khamis / Cura i Aprenentatge                                                                                     |                            |
| Organització d'Associacions Rurals per Progrés / Sithembiso Nyoni                                                         |                            |
| Vandana Shiva |                            |
| Mary i Carrie Dann de l'Occidental Shoshone Nació                                                                         |                            |
| 1994 |                            |
| Astrid Lindgren |                            |
| SERVOL (Servei Volunteered per Tot)                                                                                       |                            |
| H. Sudarshan / VGKK (Vivekananda Girijana Kalyana Kendra(per laborable de soliga tribus en turons de MM)                  |                            |
| Ken Saro-Wiwa / Moviment per la Supervivència del Ogoni Persones                                                          |                            |
| 1995 |                            |
| András Bíró / Fundació hongaresa per Self-Reliance                                                                        |                            |
| Serb Consell cívic |                            |
| Carmel Budiardjo / TAPOL                                                                                                  |                            |
| Sulak Sivaraksa |                            |
| 1996 |                            |
| Herman Daly |                            |
| Comitè de les mares dels soldats de Rússia                                                                                |                            |
| El moviment de Ciència de les persones de Kerala (Kerala Sasthra Sahithya Parishad)                                       |                            |
| George Vithoulkas |                            |
| 1997 |                            |
| Joseph Ki-Zerbo |                            |
| Jinzaburo Takagi |                            |
| Mycle Schneider |                            |
| Michael Succow |                            |
| Cindy Duehring |                            |
| 1998 |                            |
| Criatura internacional Xarxa d'Acció Alimentària                                                                          |                            |
| Samuel Epstein |                            |
| Juan Pablo Orrego |                            |
| Katarina Kruhonja / Vesna Terselic                                                                                        |                            |
| 1999 |                            |
| Hermann Scheer |                            |
| Juan Garcés |                            |
| COAMA (Consolidació de la Regió d'Amazona)                                                                                |                            |
| Grupo de Agricultura Orgánica                                                                                             |                            |
| 2000 |                            |
| Tewolde Berhan Gebre Egziabher                                                                                            |                            |
| Munir |                            |
| Birsel Lemke |                            |
| Wes Jackson |                            |
| 2001 |                            |
| José Antonio Abreu |                            |
| Gush Shalom / Rachel i Uri Avnery                                                                                         |                            |
| Leonardo Boff |                            |
| Trident Ploughshares |                            |
| 2002 |                            |
| Martin Verd |                            |
| Kamenge Centre juvenil (Centre Jeunes Kamenge)                                                                            |                            |
| Kvinna Till Kvinna |                            |
| Martín Almada |                            |
| 2003 |                            |
| David Lange |                            |
| Walden Bello / Nicanor Perlas                                                                                             |                            |
| La coalició dels ciutadans per Justícia Econòmica                                                                         |                            |
| SEKEM i Ibrahim Abouleish                                                                                                 |                            |
| 2004 |                            |
| Swami Agnivesh / Asghar Ali Enginyer                                                                                      |                            |
| Associació Memorial |                            |
| Bianca Jagger |                            |
| Raúl Montenegro |                            |
| 2005 |                            |
| Maude Barlow i Tony Clarke                                                                                                |                            |
| Irene Fernandez |                            |
| Roy Sesana i Primeres Persones del Kalahari                                                                               |                            |
| Francisco Toledo |                            |
| 2006 |                            |
| Daniel Ellsberg |                            |
| Ruth Manorama |                            |
| Chico Whitaker |                            |
| Festival de Poesia internacional de Medellín                                                                              |                            |
| 2007 |                            |
| Christopher Weeramantry                                                                                                   |                            |
| Dekha Ibrahim Abdi |                            |
| Percy Schmeiser i Louise Schmeiser                                                                                        |                            |
| Grameen Shakti |                            |
| 2008 |                            |
| Krishnammal Jagannathan I Sankaralingam Jagannathan LAFTI                                                                 |                            |
| Amy Goodman |                            |
| Asha Haji Elmi |                            |
| Monika Hauser |                            |
| 2009 |                            |
| Catherine Hamlin |                            |
| René Ngongo |                            |
| David Suzuki |                            |
| Alyn Ware |                            |
| 2010 |                            |
| Nnimmo Bassey |                            |
| Erwin Kräutler |                            |
| Shrikrishna Upadhyay |                            |
| Physicians Per Drets Humans                                                                                               |                            |
| 2011 |                            |
| Huang Ming |                            |
| Jacqueline Moudeina |                            |
| GRA |                            |
| Ina maig Gaskin |                            |
| 2012 |                            |
| Campanya Contra Comerç d'Armes                                                                                            |                            |
| El gen Agut |                            |
| Hayrettin Karaca (tr) |                            |
| Sima Samar |                            |
| 2013 |                            |
| Paul Walker |                            |
| Hans Rudolf Herren i Biovision Fundació                                                                                   |                            |
| Raji Sourani |                            |
| Denis Mukwege |                            |
| 2014 |                            |
| Bill McKibben i 350.org                                                                                                   |                            |
| Alfàbrega Fernando i AHRC                                                                                                 |                            |
| Asma Jahangir |                            |
| Alan Rusbridger |                            |
| Edward Snowden |                            |
| 2015 |                            |
| Sheila Vat-Cloutier |                            |
| Tony deBrum |                            |
| Kasha Jacqueline Nabagesera                                                                                               |                            |
| Gino Strada |                            |
| 2016 |                            |
| Cumhuriyet |                            |
| Defensa Civil siriana |                            |
| Mozn Hassan i Nazra per Estudis Feministes                                                                                |                            |
| Svetlana Gannushkina |                            |
| 2017 |                            |
| Robert Bilott |                            |
| Colin Gonsalves |                            |
| Khadija Ismayilova |                            |
| Yetnebersh Nigussie |                            |
| 2018 |                            |
| Thelma Aldana, Iván Velásquez                                                                                             |                            |
| Yacouba Sawadogo |                            |
| Abdullah al-Hamid, Mohammad Fahad al-Qahtani, Walid Abu al-Cadira                                                         |                            |
| Tony Rinaudo |                            |
| 2019 |                            |
| Greta Thunberg |                            |
| Aminatou Haidar |                            |
| Davi Kopenawa Yanomami |                            |
| Guo Jianmei |                            |
| 2020 |                            |
| Nasrin Sotoudeh |                            |
| Bryan Stevenson |                            |
| Lottie Cunningham Wren |                            |
| Ales Bialiatski |                            |